# 數位化原型
數位化原型是近年來用於製造業上的新工具。數位化原型(Digital Prototyping，簡稱DP)或数字化样机一詞由Autodesk所創。它的目标是将所有几何形状和功能特征整合到单一的模型中。因此，与传统的线性顺序相比，數位化原型是一种有利于双向資訊传输的方法。數位化原型的自动化功能让数据時時更新，确保快速修改，而工程师可以顺利的在设计軟體中打开數位模型，确定模型组件的最终形状和所有關聯組件。因为數位化原型确保了每个部门共享一个单一的数位模型，所以完全不必担心数据的延续性与准确性问题它是建築過程的數位展示方式來協助數位資訊交流及合作。

## 定義
數位化原型涵蓋了幾何學、物理學、機械、各種零組件的性質、數量及關聯性。數位化原型是一種針對整個終端產品的逼真3D數位模擬，該終端產品是用於產品成型之前對其進行設計、視覺化和類比，能夠減少構建實體原型的必要性。
數位化原型是成熟3D CAD技术与主流普及CAE解决方案的融合，是一种产品开发方法。透過模拟、分析和虛擬化，基于单一的产品3D數位模型，在概念设计、结构设计、电气设计、产品设计数据管理甚至市场宣传的过程中，创造、检验、最佳化和管理设计

## 目前應用效益
由於查詢數位化原型能提供各類適切的資訊，協助決策者做出準確的判斷，同時相比於傳統繪圖方式，在設計初期能大量地減少設計團隊成員所產生的各類錯誤，以至於後續承造廠商所犯的錯誤。電腦系統能用碰撞檢測的功能，用圖形表達的方式知會查詢的人員關於各類的構件在空間中彼此碰撞或干涉情形的詳細資訊。由於電腦和軟體具有更强大的建築資訊處理能力，相比目前的設計的流程，這樣的方法在一些已知的應用中，已經給設計階段帶來正面的影響和助益。
數位化原型解决方案使制造工作團隊能够在Autodesk軟體產品(如Autodesk Inventer)中创建一个可以在所有生产阶段中使用的单一数位模型，从而消除了通常存在于概念设计、工程设计和制造团队之间的壁垒。透過部署數位化原型，企业可以在生产前检验产品性能，最佳化化设计方案，减少对物理模型的依赖，从而提高设计效率，有效控制成本，加速产品创新与上市速度，提升竞争优势。
使用Autodesk該製造業解決方案，可以使更好的產品以更低成本更快地投放至市場。在國際上亦有許多成功案例展現，如蘇格蘭的Green Ocean公司，曾採用Autodesk Inventor設計出用於海洋發電的浮動裝置、澳大利亞城市藝術項目設計諮詢公司(Urban Art Projects，簡稱UAP)，於2010年上海世博會的部分景觀設計和澳大利亞坎培拉的員警紀念碑，皆使該公司之專案執行得更有效率。據瞭解，除了上海世博會，其它如德國、奧地利、摩洛哥、澳洲等國家館也採用了歐特克的設計解決方案。

## 未來期望
數位化原型目前正被愈來愈多的專家，應用在各式各樣的機械及工業設計上。從簡單的零組件型式最為複雜的結構體。這種設計方法正在發展中。而數位化原型解决方案可以帮助消费产品制造商提高创新能力、加快新产品上市速度，并优化全球供应链协作。

## 內部链接
- ArchiCAD (台灣)